# Excirolana chiltoni
Excirolana chiltoni eller Sandpirayor är en kräftdjursart som först beskrevs av Richardson 1905.  Excirolana chiltoni ingår i släktet Excirolana och familjen Cirolanidae. Inga underarter finns listade i Catalogue of Life.